# Ona quadrada

Animació de la síntesi additiva d'una ona quadrada mitjançant l'increment del nombre de harmònics incloent-hi anàlisi freqüèncial

Es coneix per ona quadrada a l'ona de corrent altern (CA) que alterna el seu valor entre dos valors extrems sense passar pels valors intermedis (al contrari del que succeeix amb l'ona sinusoidal i l'ona triangular, etc.)
S'usa principalment per a la generació de polsos elèctrics que són usats com a senyals (1 i 0) que permeten ser manipulades fàcilment, un circuit electrònic que genera ones quadrades es coneix com a generador de polsos, aquest tipus de circuits és la base de l'electrònica digital. S'utilitzen com a referències de temps o senyals del rellotge, pel fet que les seves transicions ràpides són adequades per a accionar circuits lògics síncrons en precisos intervals de temps.
El contingut espectral d'una ona quadrada es compon exclusivament d'harmònics imparells (f, 3f, 5f, etc.), estenent-se a freqüències més elevades com més abruptes siguin els seus flancs. Això té dues conseqüències:
- La capacitància i autoinductancia paràsites filtren el senyal, eliminant les components de major freqüència, amb el qual l'ona quadrada es degrada, prenent un aspecte cada vegada més arrodonit.
- D'altra banda, senyals molt abruptes produeixen radiació d'alta freqüència, donant problemes de compatibilitat electromagnètica i acoblaments (diafonia) entre pistes. Per això certes famílies lògiques com Q-mos (Quit-mos) controlen el pendent dels flancs del senyal, evitant que siguin massa abruptes.

La tensió composta conté una component fonamental RMS de: 
{\displaystyle \displaystyle Vcomp(rms)=(2*sqrt(6)*Vdc)/pi=1.56*Vdc}
Una ona quadrada ideal té transicions instantànies entre els nivells alts i baixos. A la pràctica, però, això no es pot aconseguir mai degut a les limitacions físiques del sistema que genera la forma de l'ona. El temps que tarda el senyal per anar d'un nivell baix a un nivell alt s'anomena temps de pujada i el d'anar d'un nivell alt a un de baix és el temps de baixada.